# Kaufstraße 1 (Weimar)

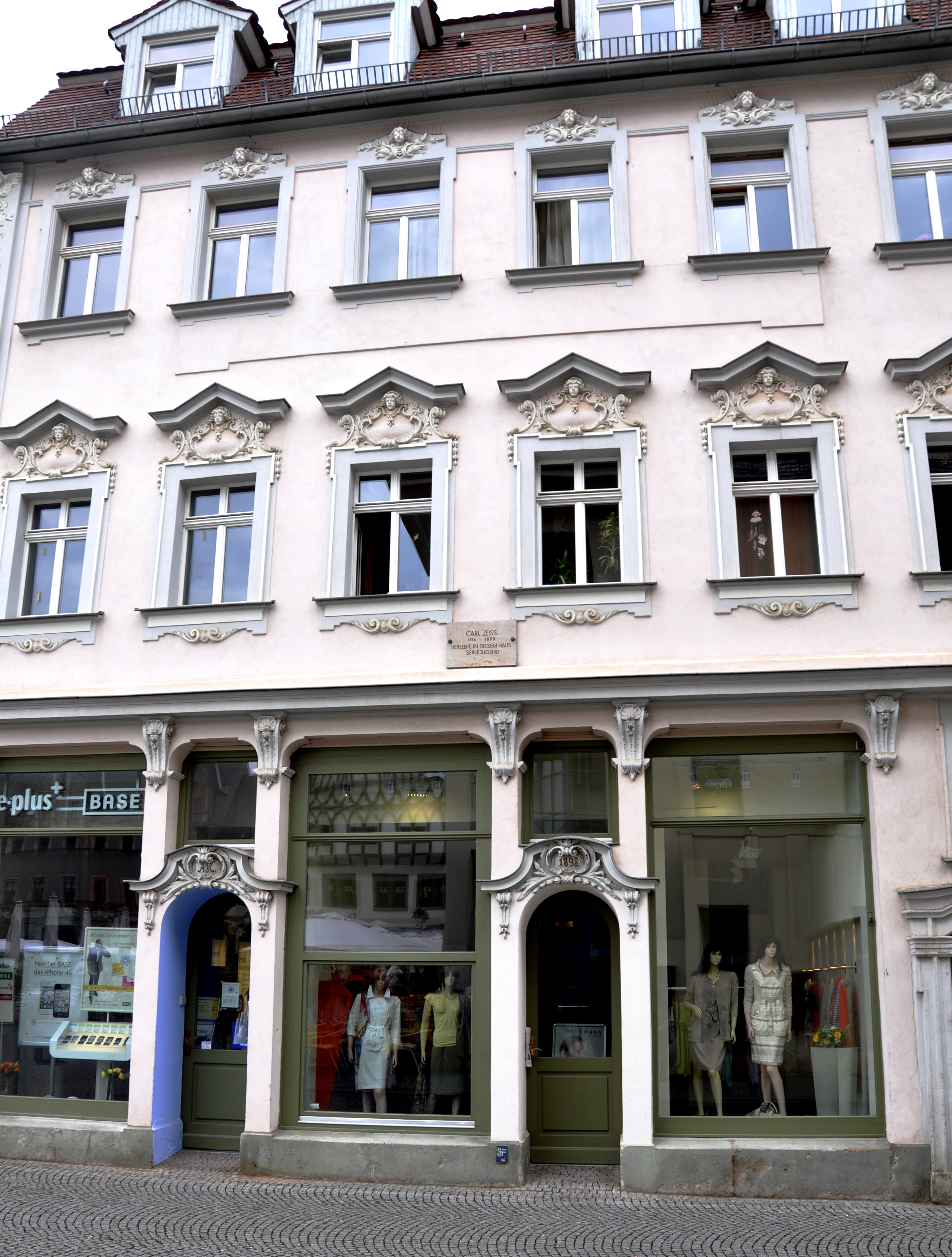
Kaufstraße 1

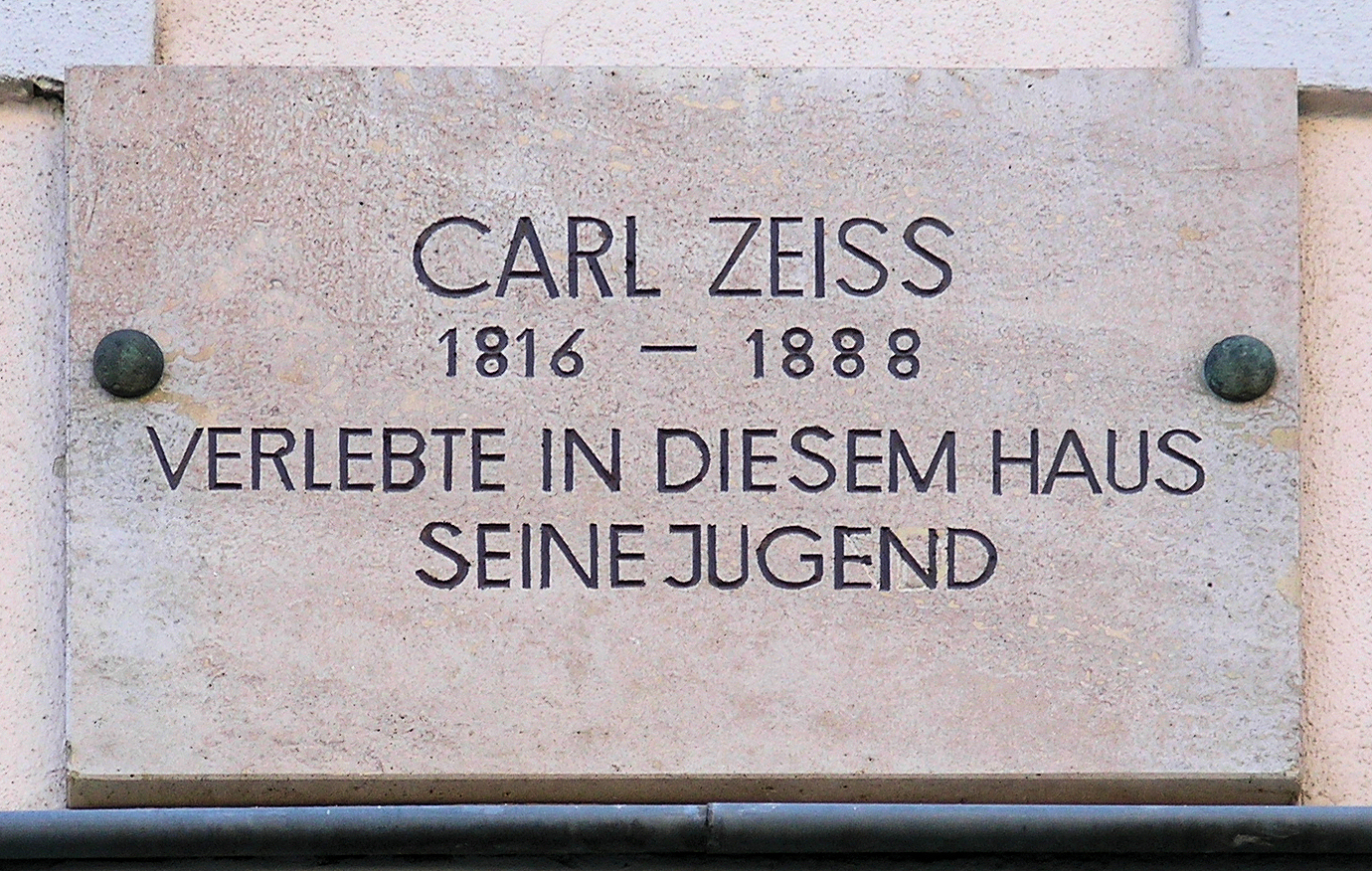
Gedenktafel für Carl Zeiss am Haus Kaufstraße 1

Das Haus Kaufstraße 1 ist ein umgebautes Renaissancegebäude mit Wohnungen und Läden in der Altstadt von Weimar.

## Geschichte
Der Kunsthistoriker Rainer Müller schreibt zu diesem Gebäude und zur Kaufstraße insgesamt: „Die straßenbegleitende Bebauung ist uneinheitlich. Die älteren Häuser aus der Renaissance (Nr. 9, 24, 26) und des Barock (Kaufstraße 16) sind in der Regel dreigeschossig, während die seit der Mitte des 19. Jahrhunderts entstandenen Bauten nicht nur unterschiedliche Stilformen (Nr. 15: Spätklassizismus, Nr. 17: Neorenaissance) aufweisen, sondern in der Regel auch um ein Geschoss höher als die älteren Gebäude sind. Von diesem Höhenwachstum war auch der historische Hausbestand betroffen, der durch die Aufstockung und Ladeneinbauten den veränderten Bedürfnissen angepasst wurde. Kennzeichnend dafür ist der Umbau des Renaissancebaus Kaufstraße 1 im Jahre 1898, bei dem u. a. das barocke Mansarddach entfernt und das Haus um zwei Geschosse erhöht wurde.“ Bei dem bei Müller als Renaissancebau bezeichneten Gebäude wurde die Fassade im barockisierenden Stil verändert. Bei einem Textfeld über dem Eingang stehen im Textfeld die Initialen AH, während im anderen die Jahreszahl des Umbaus 1898 zu lesen ist. Im Haus Kaufstraße 1 verbrachte ab 1818 der Optikpionier Carl Zeiß seine Jugend, wie eine Gedenktafel ausweist. Diese Gedenktafel kam 1999 an ihre Stelle. Sein Geburtshaus war die Marktstraße 13. Zu den früheren Geschäftsinhabern zählte u. a. der Nachfolger von Hofbuchbinder bzw. Büroartikelfabrikant Otto Henss, sein Sohn, Adolf Henss.
Die gesamte Kaufstraße steht auf der Liste der Kulturdenkmale in Weimar (Sachgesamtheiten und Ensembles). Als Einzelobjekt ist dieses Gebäude jedoch nicht in der Denkmalliste aufgeführt.